# Peelkabouters van Horst

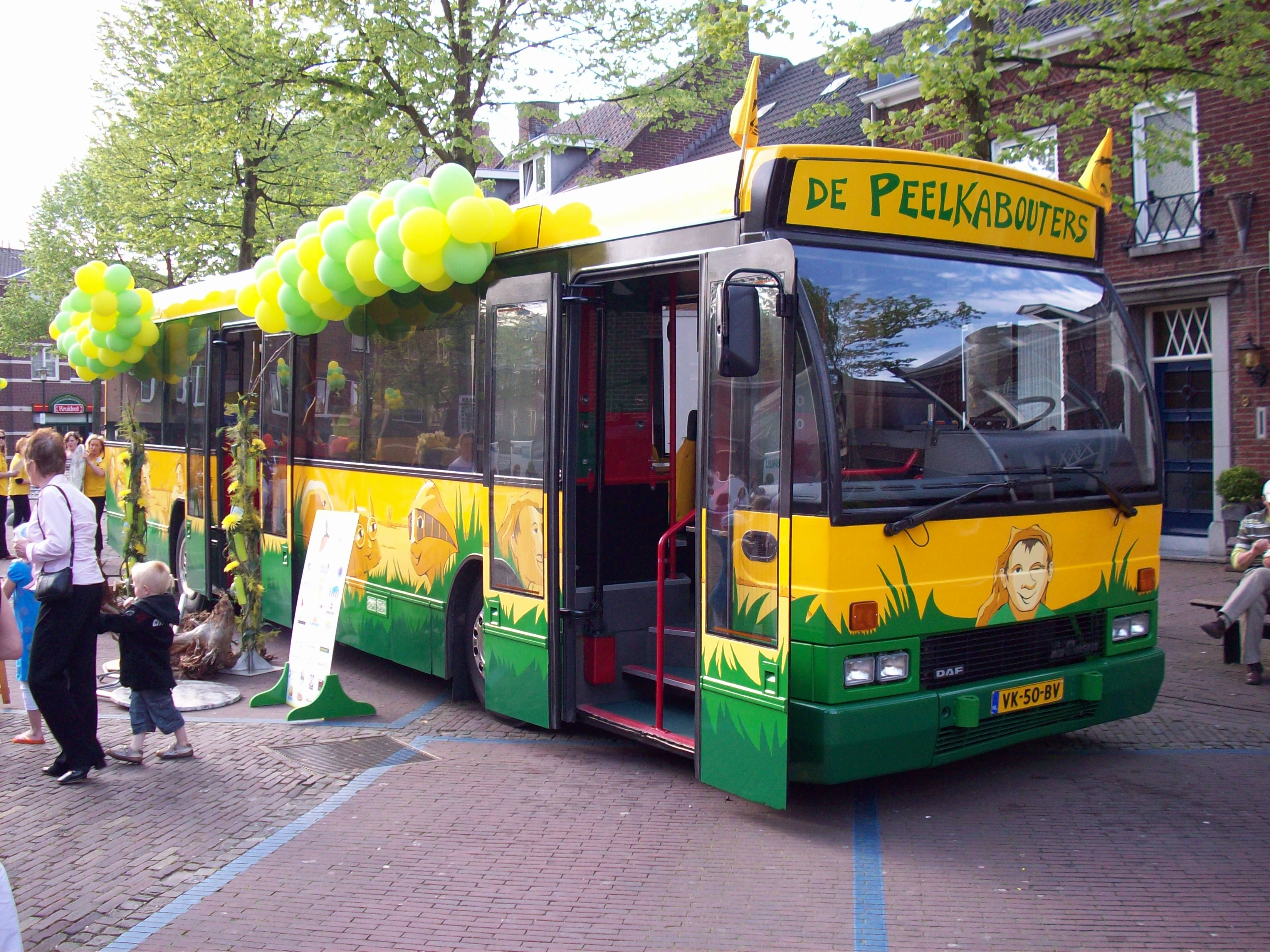
Promotiebus van de Peelkabouters. (Ex-Hermes 5380)

De Peelkabouters van Horst is een modern sprookje dat in 1997 werd geschreven door de toenmalige burgemeester van Horst, Romé Fasol. Omdat het volksverhaal een literaire herkomst heeft en vanachter het bureau is bedacht, wordt in dit verband ook wel gesproken van een kunstsprookje. Het verhaal bevat eveneens sagen-elementen (kabouters) en wordt gelokaliseerd in Horst, waardoor we eveneens van een (kunst-)sage kunnen spreken.
Het verhaal van de Peelkabouters is een (zogenaamd) sprookje uit een ver verleden, uit de tijd dat er in de Peel nog gewoon Peelmannekes en Peelvrouwkes rondliepen. Ze woonden in nette woninkjes, bij tuintjes waarin paddenstoelen rijkelijk groeiden. 

## Beeldengroep
Bij de opwaardering van het Horster Erf en de reconstructie van het Sint Lambertusplein, heeft, op voorstel van de wethouder RO, de gemeenteraad op 17 juni 1997 dit sprookje in brons laten verbeelden. Het werk werd vervaardigd door beeldhouwer Joep Nicolaas van Ronckenstein. Het bevat 17 beelden, verspreid over het centrum van Horst. Ze vormen een geheel rond de centrale figuur van Kabouter Wijsneus en zijn met hem verbonden door een geluksboodschap.

## Wijsneuzendag
Ieder jaar wordt er door het wijsneuzencomité de wijsneuzendag georganiseerd. Op deze dag is elk jaar weer van alles te doen voor de kinderen, zoals: je laten schminken, spelen op het springkussen, spelletjes spelen en optredens bijwonen. Iedere twee jaar wordt er de Bronzen Wijsneus uitgereikt aan een persoon uit de gemeente Horst aan de Maas en gemeente Sevenum, die zich belangeloos heeft ingezet voor de jeugd uit deze gemeente.